# 대한민국 제7대 대통령 선거
대한민국 제7대 대통령 선거는 1971년 4월 27일에 치러진 대한민국의 대통령 선거이다. 직접 선거로 치러졌으며 민주공화당 박정희 후보가 당선되었다.
박정희 후보가 90만표 차이로 김대중 후보를 앞서 당선되었으나, 후일 중정 관계자나 전문가들은 이후락이 주도한 부정선거나 박정희정부의 관권선거가 없었다면 김대중 후보가 100만표 차이로 앞섰을 것이라고 추측하기도 했다. 김대중 본인 역시 박정희가 아니라 이후락 때문에 낙선했다고 회고했다.

## 후보

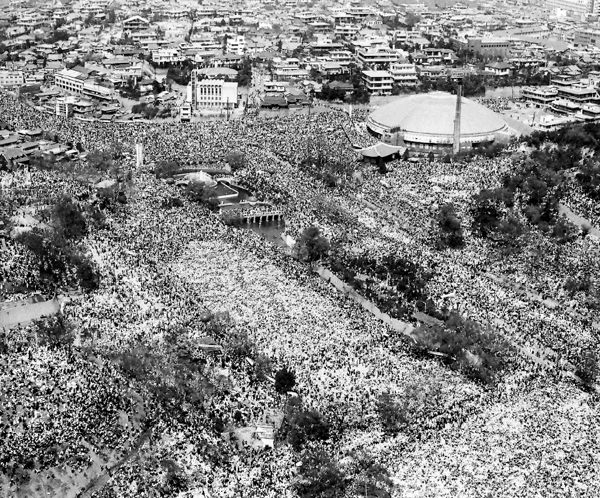
1971년 4월 서울 장충동에서 열린 박정희 후보 유세

### 민주공화당
민주공화당은 1971년 3월 17일 전당대회를 개최하고 박정희 대통령을 대통령 후보로 추대하였다.

### 신민당
신민당은 1970년 9월 29일 전당대회를 개최하고 대의원들의 투표를 통해 김대중 의원을 대통령 후보로 선출하였다.

### 군소 후보

#### 대중당
대중당은 1971년 3월 4일 전당대회를 개최하고 서민호 의원을 대통령 후보로 추대하였으나, 서민호 후보가 수락을 거부하여 결국 후보를 내지 못하였다.

#### 국민당
신민당 탈당파가 창당한 국민당은 1971년 3월 22일 윤보선 총재의 결정에 따라 박기출 전 의원을 대통령 후보로 지명하였다.

#### 통일사회당
통일사회당은 1970년 12월 1일 전당대회를 개최하고 김철 부당수를 대통령 후보로 추대하였으나, 김철 후보는 1971년 4월 24일 야권 단일화를 위한 후보 사퇴를 발표했다.

#### 기타
자민당 이종윤 총재, 민중당 성보경 총재, 정의당 진복기 총재 등도 출마했는데, 이들은 당의 제대로 된 공천 절차를 밟았는지조차 확인되지 않아 당의 지명 경위 확인 서류를 받는 규정의 미비에 대한 문제가 제기되기도 했다. 이종윤 자민당 후보의 경우 일부 당 간부들이 공천 서류는 허위로 조작되었으며 후보 등록은 무효라고 주장하기도 하였다.
통한당은 오재영 전 의원, 민족민주당은 김응조 전 의원을 대통령 후보로 내세웠으나 등록 요건을 갖추지 못하여 실제 출마를 하지 못했다.
자민당, 정의당, 통한당은 대선 이후인 5월 3일 법정 지구당 수 및 법정 당원 수 미달로 정당 등록이 취소되었다.

## 선거 결과
후보자별 득표율
|  | 53.2% |

|  | 45.3% |

|  | 1% |

|  | 0.4% |

|  | 0.1% |

### 지역별 결과
|  | 59.39% |

|  | 39.95% |

|  | 0.34% |

|  | 0.23% |

|  | 0.07% |

|  | 55.65% |

|  | 43.61% |

|  | 0.36% |

|  | 0.28% |

|  | 0.08% |

|  | 49.47% |

|  | 48.86% |

|  | 0.97% |

|  | 0.46% |

|  | 0.21% |

|  | 59.84% |

|  | 38.75% |

|  | 0.87% |

|  | 0.35% |

|  | 0.16% |

|  | 57.31% |

|  | 40.70% |

|  | 1.28% |

|  | 0.48% |

|  | 0.21% |

|  | 53.49% |

|  | 44.39% |

|  | 1.38% |

|  | 0.50% |

|  | 0.22% |

|  | 61.52% |

|  | 35.48% |

|  | 2.43% |

|  | 0.36% |

|  | 0.18% |

|  | 62.80% |

|  | 34.43% |

|  | 2.29% |

|  | 0.31% |

|  | 0.15% |

|  | 75.62% |

|  | 23.32% |

|  | 0.55% |

|  | 0.36% |

|  | 0.13% |

|  | 73.35% |

|  | 25.56% |

|  | 0.55% |

|  | 0.37% |

|  | 0.13% |

|  | 56.85% |

|  | 41.43% |

|  | 1.29% |

|  | 0.28% |

|  | 0.12% |

## 평가
4·27 대통령 선거는 유래 없이 높은 국민들의 관심과 치열한 지역 구도 속에 실시되었다. 그러나 4·27 선거 역시 부정 선거의 의혹을 피해갈 수는 없었는데, 김대중 당시 후보는 훗날 자서전에서 본인의 투표를 포함하여 서울 마포구 동교동의 투표가 선관위 관계자의 확인이 없다는 이유로 통째로 무효처리된 사례를 회고하기도 하였다.

### 지역 구도

#### 영호남 대결 양상
김대중 후보는 서울·부산 등 대도시에서 승리·선전하였으며, 경상북도 등 지방에서는 박정희 후보가 우세를 보였다. 또한 영남 출신인 박정희 후보와 호남 출신인 김대중 후보가 격돌하면서 지역주의가 이전 선거에 비해 강하게 나타났다. 김대중 후보는 박정희 정부 내내 제기돼오던 "호남 소외론"을 적극 이용해 당시 발전이 더디던 호남 지역의 호응을 이끌어 내었으며, 박정희 후보 측에서도 "신라 대통령론"을 주장한 것은 물론 호남에서 영남 상품 불매 운동이 불고 있다는 허위 사실을 퍼트리는 등 영남 표 집결에 주력했다. 이같은 구도 속에 인구 수에서 호남에 앞서는 영남을 업은 박정희 후보가 유리했던 것으로 분석되었다.

#### 동서 현상
또한 6대 대선과 마찬가지로 동서 현상이 나타났는데, 다만 경기도와 충남 등에서 여야 간 표차가 현저히 좁혀져 비교적 동서 현상이 약해진 것으로 나타났다. 이는 여당의 월등한 조직력 및 현직 프리미엄 효과 외에도, 박정희 정부의 개발 정책으로 인해 혜택을 본 지역의 유권자들이 여당에 강력한 지지를 보낸 탓으로 보여졌다.

### 양당제 확립
당시 박기출·진복기·이종윤 등 제3 후보들의 득표율은 처참한 수준이었는데, 특히 박기출 후보의 경우 유일하게 제도권 정치인 출신 후보임에도 진복기 후보에게도 밀려 4등을 기록하는 참패를 당했다. 이에 따라 7대 대선은 제3공화국을 통틀어 거대 양당 이외의 후보들의 득표율이 가장 높은 대선이 되었다.

### 야당의 약진과 10월 유신
또한 1위·2위 간의 표차가 4년 전의 제6대 대통령 선거에 비해 상당히 좁혀져 박정희 후보와 집권 여당에게 위기 의식을 느끼게 하였다. 이같은 야당의 상승세는 얼마 뒤 치러진 제8대 총선에서 신민당이 204석 중 89석을 획득, 개헌저지선인 69석을 넘기며 한층 확고해졌다.
3선 개헌으로 장기 집권을 향한 초석을 닦고 있던 박정희 대통령은 이를 계기로 정권 장악력 강화를 위한 유신 개헌을 결심하게 된다. 선거 당시 김대중 후보는 박정희 후보가 3선에 성공하면 그 즉시 영구 집권 제도를 시행하려 할 것이라고 주장하였으며, 박정희 후보는 "이번이 마지막 출마"라며 "다시는 국민 여러분 앞에 나와서 표를 달라고 하지 않을 것"이라고 공약하였다. 박정희 대통령은 실제로 1년 뒤 10월 유신을 선포하고 영구 집권 헌법을 제정하게 되는데, 이 헌법은 대통령이 국민들이 아닌 통일주체국민회의라는 기관에 의해 간접 선거되게 돼있어 야권을 중심으로 "두 후보의 말이 모두 맞아 떨어졌다"는 조롱이 나오게 되었다.

## 기타
박정희는 재선에 성공하자 직선제를 폐지한 뒤 유신 헌법을 선포하여 종신 집권을 선언했다. 그리고 그 직후 벌어진 사건이 바로 김대중 납치사건이다.